# Charles Tupper
Pour les articles homonymes, voir Charles Tupper (homonymie) et Tupper.
Charles Tupper, né le 2 juillet 1821 et mort le 30 mars 1915, est un homme d'État. Il est le sixième premier ministre du Canada. Titulaire de ce poste durant seulement quelques mois, il détient le record du plus court mandat.

## Biographie

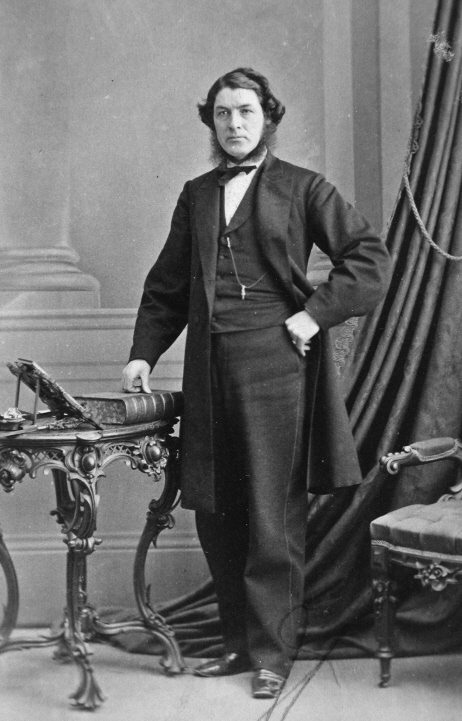
Charles Tupper, 1864.

Il est né à Amherst, en Nouvelle-Écosse ; il fit ses études à l'Université d'Édimbourg, en Écosse, et devint médecin lors de sa diplomation en 1843. En 1846, il épousa Frances Morse (1826-1912) avec qui il eut trois fils (Orin Stewart, Charles Hibbert et William Johnston) et trois filles (Emma, Elizabeth Stewart (Lilly) et Sophy Almon).

### Politique provinciale
Il se lança en politique néo-écossaise en 1855.

#### Premier ministre de la Nouvelle-Écosse
Il devient le premier ministre de la Nouvelle-Écosse en 1864 à la tête du Parti de la confédération. En tant que délégué aux conférences de Charlottetown, Québec, et Londres, Tupper guida sa province vers la Confédération canadienne.

### Après la vie politique néo-écossaise
La carrière publique de sir Charles Tupper fut longue et fructueuse. Il fut haut commissaire du Canada en Grande-Bretagne entre 1884 et 1887, et servit plus tard comme un des lieutenants-clé de John A. Macdonald. En 1895, il quitta son poste de représentant canadien en Grande-Bretagne et revint au pays pour assumer la direction du Parti conservateur, remplaçant Mackenzie Bowell. Le parti était insatisfait de la direction de Bowell en raison de la question des écoles catholiques au Manitoba.

### Politique fédérale

#### Premier ministre du Canada
Malgré ses succès, Tupper fut premier ministre du Canada pendant seulement 69 jours en 1896, le mandat le plus court à jamais pour un premier ministre canadien. Il fut également le plus âgé, à 74 ans, à assumer le poste.
Tupper mena les conservateurs aux élections de 1896 ; toutefois, la question des droits d'éducation des francophones manitobains détournèrent les électeurs, surtout au Québec, vers les libéraux de Wilfrid Laurier.

##### Défaite par les Libéraux
Bien qu'ils eussent récolté 46,5 % des votes, en comparaison des 45 % des libéraux, les conservateurs de Tupper furent défaits. Tupper se retira de la scène fédérale en 1901, après trente ans de carrière politique.

#### Décès
Charles Tupper mourut à Bexleyheath, comté de Kent, en Angleterre à l'âge de 94 ans. Son corps fut ramené au pays pour être inhumé au cimetière St. John's, à Halifax, en Nouvelle-Écosse.

## Distinction
Il est fait membre du conseil privé de la Reine pour le Canada (CP), de l'ordre de Saint-Michel et Saint-Georges (GCMG), de l'ordre du Bain (CB).